# Dinotrema cluentum
Dinotrema cluentum är en stekelart som beskrevs av Vladimir Ivanovich Tobias 2007. Dinotrema cluentum ingår i släktet Dinotrema och familjen bracksteklar. Inga underarter finns listade i Catalogue of Life.